# Živi muzej Krasa
Živi muzej Krasa je tematski park v naravi in učna pot. Predstavlja klasični kras in je ekološko pomembno območje z visoko pojavnostjo kraških pojavov. Leta 2017 je bil razglašen za najboljšo tematsko pot v Sloveniji, večji del pa sodi v območje Natura 2000. 

## Območje Živega muzeja Krasa
Živi muzej Krasa meri prek 700 hektarov in se razteza med Sežano, Lipico in nekdanjo slovensko-italijansko mejo, vzdolž povezovalne osi po stari avstro-ogrski cesti Sežana–Bazovica. Območje je bilo skoraj pol stoletja zaprto za javnost, danes pa vključuje 20 kilometrov tematskih čezmejnih kolesarskih in pohodniških poti. Muzej na prostem prikazuje dediščino, ki je zaradi bližine meje ostala skoraj nedotaknjena vse od konca druge svetovne vojne. Glavna žila Živega muzeja Krasa pelje po stari bazoviški cesti. Na slovenski strani se pot začne pri gasilskem domu (lokacija: 45°41′56″N 13°52′13″E / 45.698931°N 13.870303°E).
Živi muzej Krasa je nastal v okviru skoraj štiriletnega Strateški projekta za trajnostno upravljanje naravnih virov in teritorialno kohezijo Kras-Carso, sofinanciran v okviru Programa čezmejnega sodelovanja Slovenija-Italija 2007−2013 iz sredstev Evropskega sklada za regionalni razvoj in nacionalnih sredstev. Uradno je bil odprt 25. marca 2014.

Veliki poznavalec Krasa, dr. Stanislav Renčelj, o Živemu muzeju Krasa pravi:
To območje je skozi stoletja sooblikoval človek s svojim delom. Še živeče generacije vedo povedati, kako so čistili gmajno ter zlagali kamenje v griže in suhe zidove. Ob težaškem delu so našli še voljo za zidavo pastirskih hišk. Ob sušnih letih so komaj prepasli živino. /…/. Poznali so vsak kamen, vsako dolino in ogrado. V kalih in štirnah so varovali vsako kapljo vode. /…/. Živi muzej Krasa naj ohranja spoštljiv odnos do časa, ko so generacije tu aktivno kmetovale za vsakdanji kruh.
Globoko pod površjem Živega muzeja Krasa teče čezmejna reka Reka, ki pride na površje v izvirih reke Timava. Živi muzej Krasa prečkata pohodniški poti Alpe Adria Trail in Gozdna učna pot Josefa Ressla.

## Kraška narava in pokrajina
Tipični kraški pojavi tega območja so vrtače, uvale, udorne doline, škrapljišča, brezna in podzemne jame.

Narava je ustvarila geomorfološke oblike, ki so postale sinonim za kraške pojave in dale osnovo krasoslovju kot znanstveni vedi. Vzrok za nastanek kraškega reliefa je topnost – korozija apnenca ob kemičnem delovanju vode, CO2 in organskih kislin.
Površinske oblike apnenca imajo posebna imena, kot so žlebiči, škraplje-škrapljišča, škaune, kamnite mize – gobe, osamelci in griže. Druge, večje oblike kraškega površja, so plitve dolinice in globlje doline, ki so okrogle, skledaste, razpotegnjene ali stopničaste oblike. Bolj globoke, strme in kotlaste oblike dolin z ozkim dnom so vrtače, globlje in obsežnejše od vrtač pa udorne doline. Te so nastajale pred sto tisočletji (v mlajšem pleistocenu) z dolgotrajnim rušenjem stropov nad podzemnimi votlinami. Primer tovrstne udornice na območju Živega muzeja Krasa je Golokratna jama.
Območje Krasa je brez površinskih voda. Vodotoki so poniknili v votlo podzemlje, kjer so s poglabljanjem in spreminjanjem svojih smeri oblikovali številne jame. Jame na Krasu so bogate z različnimi sigovimi tvorbami, v njih pa najdemo tudi različne skalne oblike in sedimente (predvsem jamske ilovice). Vodni tokovi se v nekaterih jamah pretakajo tudi danes.

## Biotska raznolikost
Avtohtono kraško rastlinje se že tisočletja upira burji in suši na plitvih kraških tleh. Biotsko raznolikost sestavlja submediteransko rastlinstvo z ilirskimi kserofilnimi vrstami in srednjeevropskim rastlinstvom. 
Med rastlinje Živega muzeja Krasa spadajo navadni netresk, lasasti beluš, gorski kosmatinec, navadna potonika in deljenolistni teloh. Na območju Lipice se najde progasti žafran, na pobočjih Orleške Drage, kjer se mrzel zrak zaradi toplotnega obrata zadržuje na dnu, uspeva avrikelj, imenovan tudi lepi jeglič. Od pomladi do jeseni cvetijo vijolice, trobentice, šmarnice, narcise, ivanjščice, potonike in ciklame.
Krajino Lipice oblikujejo hrasti (cer, puhasti hrast, graden), kjer se na starih drevesih najde zajedavec belo omelo. Tu rastejo tudi maklen, trokrpi javor in lipe. Avtohtoni listavci so črni in beli gaber, jesen, leska in divja češnja, grmovnice pa dren, črni trn, brin, ruj, češmin, črni bezeg in rešeljika.
Območje parka je tudi dom številnih živalskih vrst. V gozdu in na odprtem lahko srečamo srno, zajca, veverico, polha, jazbeca, divjega prašiča in celo navadnega jelena. Med nočnimi plenilci so lisica, divja mačka, kuna belica in podlasica. Opaženi so bili tudi šakal, volk in rjavi medved. K pestrosti prispevajo tudi ptice, kot so sinica, slavec, brglez, šoja, črna žolna, črna vrana, kos, čuk, ter redke in ogrožene ptice, kot so velika uharica, veliki skovik, podhujka, vrtni strnad, hribski škrjanec, smrdokavra, sršenar in kačar. Na skalnih pobočjih bivajo netopirji in redki skalni golobi.
Živa bitja najdemo najde tudi v temi, v podzemnih tokovih in jezerih. V breznu v Stršinkni dolini Arhivirano 2018-07-18 na Wayback Machine. so našli človeško ribico (Proteus anguina) in druge živali, ki so vezane na podzemni svet. 
Na gmajni domujejo modras, črnica, kuščarji – zelenec in martinčki. V kalih srečamo belouško, po vrtovih slepiča, v opuščenih objektih pa goža.

## Kulturna dediščina

### Kali in štirne
Kraševcem so bili kali in štirne stoletja edini vir vode. Služili so za pitno vodo, gospodinjstvo in živino. Za ureditev kalov so izrabili naravne kotanje. Zravnali so pobočje in poglobili dno. Na zemeljsko podlago so kot tesnilo položili in stlačili do 20 cm debelo plast ilovice, ki so jo na pobočjih zaščitili s kamnito oblogo (škrlami). Ob napajanju je živina s svojo težo tlačila kamnito podlago, tako pa je ilovica ohranjala vlago in tesnjenje. Ob kalih so se vaščani srečevali in kramljali, pozimi so se otroci na ledu tudi drsali. Kale so urejali tudi za naravno pridobivanje ledu. Pozimi so sekali led in ga hranili v posebej grajenih objektih – ledenicah. Poleti so led z vozovi vozili v Trst. Najbližje ohranjena ledenica s stopnicami je na območju Kobilarne Lipica v neposredni bližini obstoječega kala. 
Deževnico so zajemali tudi z gradnjo štirn. Veliko skrb in napore za pitno vodo potrjuje zgrajena Nova štirna Sežana–Orlek, ki spada med redke ohranjene primerke štirn, zgrajenih sredi gmajne. Štirna je okrogle oblike s premerom okrog 9 m, v globino seže 3 m. Vanjo vodijo dvoramne stopnice. Za skrbno zloženimi kamnitimi bloki in na dnu štirne je kot tesnilo natlačena ilovica, ki zadržuje meteorno vodo. Na podoben način so po letu 1822 zgradili štirno v Štirni dolini in na Luscu v Orleku. 

Pomembna pridobitev je bila izgradnja vaške – komunske štirne v letu 1880. Z bližnjih streh so deževnico preko zidanega kanala in delno prek glinastih cevi speljali v štirno in višek v kal. Z vodo iz vaške štirne so se oskrbovali domačini, ki niso imeli lastnih štirn. Ob pomanjkanju vode so štirno zaklepali, vaščanom pa so skrbniki vodo delili. Premožnejši vaščani so si štirne gradili na lastnem borjaču. Štirne so skopali v kamnita tla ter obzidali z natančno klesanimi kamni. Kot tesnilo so uporabili ilovico. Nadzemni del štirne je šap iz enega ali več kosov. V vasi Orlek sta ohranjeni Čotova štirna iz leta 1881 in preko 250 let stara Stršinkna štirna. Pravo olajšanje za celoten Kras je bila izgradnja glavnega vodovoda od Brestovice pri Komnu čez celoten Kras po letu 1982. 

### Kraške pastirske hiške
Pastirske hiške so izraz življenja kraškega človeka, ki se je preživljal s kmetovanjem. Zanje je značilna ljudska arhitektura iz neobdelanega kamna, ki so ga odstranjevali iz gmajn in ograd. Hiške, ki so pastirjem nudile zavetje pred burjo in dežjem, so gradili kot samostoječe ali prislonjene ob velike stene oziroma suhe zidove. V okolici vasi Lokve so poimenovane kot šiške.

### Kraški suhi zidovi
Suhi zidovi danes veljajo za posebnost Krasa, saj dajejo značilnost in estetiko kraški kulturni krajini. Ob čiščenju pašnikov in travnikov so odstranjeno, neobdelano kamenje zlagali v zidove, pri tem pa niso uporabljali malte ali drugega veziva, zaradi česar so dobili ime kraški suhi zidovi.

### Kamniti mejniki
Kamniti mejniki so svojevrstna kulturna dediščina, ki pričajo, kako so urejali takratna zemljiška razmerja in rabo zemljišč. Z mejniki so v naravi zaznamovali administrativne meje, ki so določale lastništvo, delitev oblasti in upravljanje območij, vezanih na pobiranje davkov.

## Arheološka in geološka dediščina
Območje Živega muzeja Krasa je bogato najdišče fosilov, živalskih kosti in artefaktov visoke starosti. V Ludvikovi jami v bližini Orleka so odkrili fosilne kosti iz pleistocenskega obdobja, ki pripadajo veliki kuni – rosomahu (lat. Gulo gulo), to je kuni, ki dandanes živi na arktičnem in subarktičnem področju zemeljske oble. Druga prazgodovinska najdišča so jama v Partu pri ogradi, pečina Krnavica in spodmol Malenca, kjer so našli ostanke lončenih posod in oglja skupaj z živalskimi ostanki drobnice in jelena. V Jami v sežanski gmajni so našli kose lončenih posod iz poznorimskega obdobja. 
Območje Krasa se ponaša s pomembno paleontološko dediščino. V prostorih Občine Sežana je postavljena zbirka fosilov iz krednega obdobja domačina Viktorja Sakside, v Botaničnem vrtu v Sežani pa je na ogled geološka zbirka najpomembnejših kamnin Krasa: od več kot 100 milijonov let starih apnencev brske formacije do plitkovodnih kamenin povirske formacije in znameniti komenski apnenec s fosili rib in plazilcev. Na ogled so značilni tipi rudističnih apnencev, ploščatih apnencev z odlično ohranjenimi fosili in z obilico roženca, ki so nepogrešljiva sestavina tal za gojenje terana. Sedimentacijsko okolje je bilo ugodno tudi za nastanek tankih plasti visoko kaloričnega črnega premoga. V muzejski zbirki so predstavljeni tudi različni tipi flišnih kamenin.

## Znamenitosti
Skoraj na koncu glavne poti, pri italijanski Gropadi, stoji 200 let staro drevo, poimenovano Napoleonov hrast. Kar nekaj je pripovedi o zdravilnih učinkih Napoleonovega hrasta:
Že dosti nazaj se je stari gropajski očak počutil grozno slabo in je šel od doma malo na zrak, da naredi obhod po vasi. Prišel je na konec vasi in zagledal njihov zelo, zelo star hrast. Pa si je rekel: »Če že moram umreti, potlej naj umrem pod tem našim hrastom.« Sedel je na tla h koreninam ter se z glavo in hrbtom naslonil na deblo. Malo je zadremal in čez nekaj časa je začutil čudno ščemenje po vsem telesu. Slabo počutje je izginilo, v telo se mu je vrnila moč.
V bližini se nahaja najstarejša turistična jama v Evropi, jama Vilenica, in najbolj slikovita neturistična jama v Sloveniji, to je Gustinčičeva jama.